# キッチンパーク
キッチンパークは日本の女性お笑いコンビである。解散前に所属していた事務所はSMA NEET Project。
これより前に所属していた事務所は吉本興業、ホリプロ。

## 来歴・芸風
2002年5月にコンビ結成（M-1グランプリ公式サイトで公表している結成日時は2008年10月1日）。
かつては吉本興業に在籍し、吉本に在籍していた当時のコンビ名は『キッチン』だった。命名理由は、２人が初めて打合せをした場所がファーストキッチンであったことから。大阪での吉本のライブ『吉本ホルモン女学院』（キッチンは出席番号3番）などに出演。
その後コンビは一時解散することになり、森の方からその旨を伝えたが、その後の佐橋による熱意あるアプローチなどにより、2007年に2人とも上京し東京で再結成、ホリプロに移籍した。
なお、この一時解散の時は、森の方から「もうええわ」などと伝えたが佐橋は「いつものツッコミ」のようなものと思い込み、森は連絡を絶ったものの、解散と受け止めていなかったという佐橋はその後も電話をかけ続けるなど森との連絡を試みていたという。
喋り主体の漫才を展開、森は関西弁を使って行っている。佐橋が自分のことを「えみぴょん」と名乗って、ステッキを持った妖精や魔法使いのキャラクターに扮してのネタも行っていた。
ホリプロに所属していたころから、『奇跡体験!アンビリバボー』（フジテレビ）の前説を務めていた。
2010年12月31日を以って、所属していたホリプロを退社。その後もフリーで活動を続けていたが、2012年秋頃にSMA NEET Projectへ所属。2020年1月20日の最初で最後となった単独ライブ『Best Friend』（東京・千川 Beach V）をもって解散。解散後は二人とも芸人を引退。

## メンバー
- 瞳ちゃん（ひとみちゃん、1982年4月3日（43歳） - ）
本名は森　瞳（もり ひとみ）。
京都府出身、ツッコミ担当。
立命館大学卒業[2]、放送芸術学院卒業[2]。
大学生の時に「ミス学食」に選ばれたことがある[2]。
スリーサイズはB80cm、W60cm、H85cm。ただ、2007年頃までは体重は120kgあり、そこからダイエットに成功した。吉本在籍時代に吉本の上役から「デブキャラは売れるから太れ」と言われ、その言葉を信じて太ったが[10]、逆に「デブキャラは売れない」「デブだとMCに相応しくない」と言われたため、ダイエットを決意したという[11]。相方・えみぴょんに作ってもらった、豚肉の間にコンニャクを挟むなどヘルシーな物で食べ物の嵩を増やすという形を取った“かさ増しダイエット”を実践した[12]。
柔道初段、空手初段、小型船舶一級の資格を持っている[2]
マクドナルドのアルバイト時代、サービス技術を競う世界選手権に出場してアジア2位（日本では1位）になったことがある[2]。
T.M.Revolution（西川貴教）[13] によく似ていると言われるとの事[14]。
- えみぴょん（1979年12月14日（45歳） - ）
本名は佐橋映美（さばし えみ）。
岐阜県出身、ボケ担当。
スリーサイズはB85cm、W58cm、H85cm、血液型はAB型。
NSC大阪校21期生出身[2]。
剣道2段の資格を持っている[2]。
趣味は少女漫画[2]。
1980年代のアイドルに詳しい[15]。

## 出演

### テレビ
- メディアッティ調査隊（メディアッティかながわ）
- ボニータ!ボニータ!! 〜名古屋ガールズコレクション〜（テレビ愛知）
森のみ、『Bonita! 緊急指令メール』のコーナーを松田美帆子（キャラメルクラッチ）と一緒に担当。
- 伊集院光のばんぐみ（日本BS放送）
おブスプルサーマル計画の企画に出演。
- ジャイケルマクソン（毎日放送）
- たかじん胸いっぱい（関西テレビ）
- トリハダ3 （フジテレビ） - 2008年4月2日、佐橋のみ声の出演
- リアル・クローズ（関西テレビ・フジテレビ系）- 2008年9月16日、森のみ
- 激変!ミラクルチェンジ（TBS）- 2010年10月20日
- 芸人報道（日本テレビ）- 2013年5月13日、5月20日
- スクール革命!（日本テレビ）- 2014年1月19日、森のみ
- いきなり!黄金伝説。（テレビ朝日）- 森のみ、女性大食い軍団のメンバーとして2014年2月6日から出演。
- バイキング（フジテレビ）- 2014年4月18日、森のみ
- ウチのガヤがすみません!（日本テレビ）- 2017年6月6日初出演（この回はえみぴょんのみ）[15]
- 東京らふストーリー（テレビ朝日） - 2018年7月6日深夜、えみぴょんのみ、テーマ「女芸人の切なすぎる恋」の紹介役として出演[16]
- ヒルナンデス！（日本テレビ）-2018年12月18日、森のみ

### ラジオ
- NE=Talking（FM南青山）- 森のみ、青春ダーツの田中泰宏と共演